# Enter K
Albums de Peter Hammill
Sitting Targets
(1981) Patience
(1983)
Enter K est le onzième album de Peter Hammill, sorti en 1982.

## Liste des titres
1. Paradox Drive
2. The Unconscious Life
3. Accidents
4. The Great Experiment
5. Don't Tell Me
6. She wraps it up
7. Happy Hour
8. Seven Wonders